# Monnaie fondante
Pour les articles homonymes, voir Monnaie (homonymie).

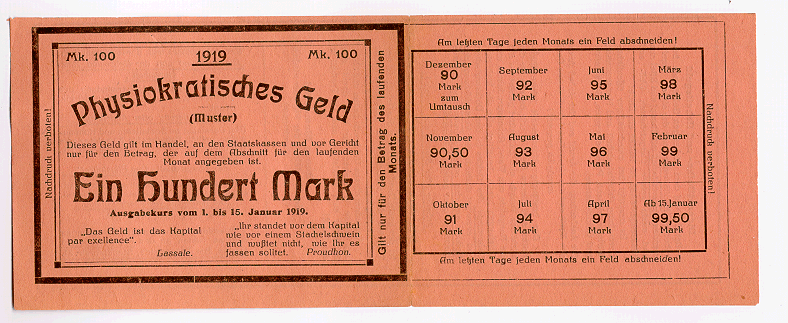
Recto-verso d'un billet de 100 marks physiocratiques, un exemple de monnaie fondante.
Au verso, l'indication de sa valeur selon les mois : émis le premier janvier 1919, il ne vaut plus que 90 marks en décembre.

Une monnaie fondante est une monnaie qui se déprécie avec le temps selon un coût de demeurage fixe. L'idée d'une telle monnaie a été mentionnée en 1916 par Silvio Gesell dans son ouvrage L'Ordre économique naturel. Un exemple connu de monnaie fondante est la wära, en circulation en 1931 à Schwanenkirchen, une petite ville minière de Bavière. La Banque WIR fondée en 1934 a, elle aussi, utilisé ce système de monnaie fondante jusqu'en 1948. Plus récemment, en 2003 une autre monnaie fondante régionale a été créée en Bavière, le Chiemgauer.
Dans son essai L'argent mode d'emploi (2009), Paul Jorion souligne que Keynes « estimait que d'un point de vue strictement technique le principe [d'une telle monnaie] était « irréprochable » et que l'avenir aurait sans doute beaucoup de choses à apprendre des idées de Silvio Gesell ».
Les taux d'intérêt négatifs peuvent être considérés comme une forme de monnaie fondante.